# Щайн (кратер)
Щайн (на английски: Stein) е група на три ударени кратери разположени на планетата Венера с диаметър 14, 11 и 9 km., кръстен на Гертруд Стайн – американска писателка и поетеса.
Малки астероиди, насочени към Венера се разбиха в гъстата атмосфера на планетата. Получените фрагменти, заедно удариха в малки разстояния един от друг, създавайки област на кратери. Откъси удариха от югозапад. В тази област възникнаха три кратерите. Материал от тези три кратери беше хвърлена основно североизточно. Разтопени от инсулт скалите, течаща закрита площ.